# Münnerstadt
Münnerstadt es un municipio alemán, ubicado en el distrito de Bad Kissingen, en la región administrativa de Baja Franconia, en el estado federado de Baviera. 
Se encuentra en la parte sur de la cadena montañosa Rhön y está atravesado por el río Lauer, un tributario del Saale francónico. Limita con los municipios de Burglauer, Bad Bocklet, Nüdlingen, Maßbach, Großbardorf y Strahlungen.

## Historia

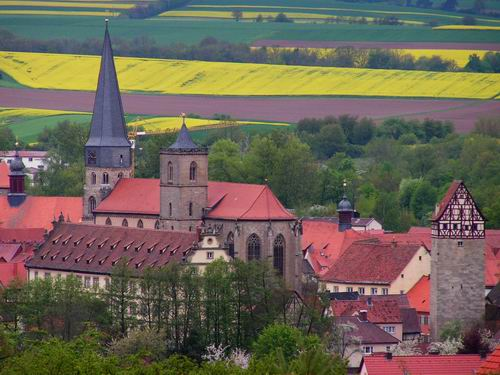
Centro de Münnerstadt

La región de Münnerstadt ha estado habitada desde 2100 a. C., aproximadamente. Pobladores celtas tenían cultivos en la zona de Grosswenkheim, Maria Bildhausen y Althausen. Alrededor del año 1, pobladores turingios y, poco después, francos se asentaron en la zona y usaron las colinas circundantes y bosques como protección en tiempos de peligro. Para el siglo V, existía un pueblo en la zona, donde la sima del Michelsberg se encuentra con el río Lauer. 
El 28 de diciembre de 770, Egi y Sigihilt donaron todo su patrimonio, incluyendo sus viñedos, al monasterio "Munirihestat" de Fulda. Esta fue la primera mención certificada de Münnerstadt. Entre 770 y 876, se redactaron 18 documentos que prueban que Münnerstadt era de gran importancia durante el período carolingio. En 1156, Hermann von Stahleck auspició la construcción de un monasterio en Maria Bildhausen. En el siglo XII, el conde Henneberg comenzó a ejercer influencia en la región. Henneberg fue también el nombre del Estado en el Sacro Imperio Romano Germánico, en donde estaba ubicado Münnerstadt. Una vez establecido en la zona, Henneberg construyó un pequeño castillo a orillas del río Lauer y los habitantes del antiguo Münnerstadt se trasladaron a las afueras del nuevo castillo.